# Amos Guitai
Amos Gitai (en francés: Amos Gitaï, en hebreo: עמוס גיתאי), nació el 11 de octubre de 1950 en Haifa, Israel, y es uno de los cineastas israelíes más aclamados en el mundo, con grandes retrospectivas de sus obras en el Centro Georges Pompidou, en el MoMA, en el Lincoln Center Nueva York, en el British Film Institute y otros. Tiene en su haber más de 40 películas, documentales y de ficción, que han sido ampliamente distribuidas. Entre 1999 y 2011 siete de sus películas compitieron en el Festival de Cine de Cannes por la Palma de Oro, así como en el Festival de Cine de Venecia por el León de Oro.
A lo largo de los años Gitai ha colaborado con Juliette Binoche, Jeanne Moreau, Natalie Portman, Yael Abecassis, Samuel Fuller, Bárbara Hendricks, Léa Seydoux, Valeria Bruni Tedeschi, Stockhausen Simon Stockhausen Markus, Enrique Alekan, BertaRenato, Eric Gautier y otros. 

## Biografía
Nació en 1950 en la ciudad israelí de Haifa, hijo del arquitecto Munio Weinraub y de la antigua militante sionista Efratia Margalit. Sus padres hebraizaron su apellido alemán, cambiándolo por Guitai. 
Comenzó a estudiar arquitectura, y fue durante su época de estudiante cuando realizó sus primeros cortometrajes. Participó en la guerra de Yom Kipur, en 1973, formando parte de un equipo de salvamento. El helicóptero que utilizaban, y desde el cual Guitai realizó varias filmaciones con su cámara de 8 mm, fue derribado el 11 de octubre de 1973 (el día del cumpleaños de Guitai) por un misil del ejército sirio. Al finalizar la guerra, prosiguió sus estudios de arquitectura en la Universidad de Berkeley, en Estados Unidos. 
En 1977 comenzó a trabajar para la televisión israelí, para la que produjo varios documentales. Una de sus producciones, el documental Yomán Sadé (hebreo, "Diario de campaña"), rodado durante la Guerra del Líbano, causó una fuerte polémica en su país, por lo que Guitai abandonó Israel y se instaló en París. En Europa rodó varias películas, entre las que destaca el largometraje de tema histórico Esther (1985), basada en el personaje bíblico de Ester. 
Regresó a Israel en 1993, y reanudó su carrera como cineasta, rodando documentales de clara intencionalidad política. En 1995 inició una trilogía dedicada a las grandes ciudades de Israel: Zijrón Devarim ("Memorando", 1995), sobre Tel Aviv; Yom Yom ("Día a día", 1998), sobre Haifa, su ciudad natal; y Kadosh ("Sagrado", 1999), acerca de Jerusalén. Esta última, en la que refleja la vida cotidiana en una comunidad judía ultraortodoxa, y su dilema entre la rigidez de la halajá y la vida mundana, es considerada una de sus mejores películas. 
En 2000 rodó una película casi autobiográfica sobre la guerra de Yom Kipur, uno de cuyos protagonistas es un soldado llamado Weinraub (el apellido de su padre). En 2002 participó en un proyecto cinematográfico internacional acerca de los atentados del 11 de septiembre de 2001. Ese mismo año rodó Kedma ("Rumbo a Oriente", 2002), que narra la dura experiencia de unos supervivientes del Holocausto que emigran a Israel en los años cuarenta. A la citada película siguieron Alila ("La trama", 2003) y Promised Land ("Tierra prometida", 2004), donde aborda el tema de la trata de blancas. 
Sus últimas películas son Free Zone ("Zona libre", 2005), Disengagement (2007, con Juliette Binoche, Jeanne Moreau y Barbara Hendricks), Plus tard (Algún día comprenderás) con Jeanne Moreau, Carmel y La guerre des fils de la lumière contre les fils des ténèbres también con Jeanne Moreau.

## Filmografía
- Bayit (1980)
- Yoman Sadeh (1982)
- Ananas (1984)
- Esther (1986)
- Berlin-Yershalaim (1989)
- Golem, the Spirit of the Exile (1992)
- Zihron Devarim (1995)
- Zirat Ha'Rezach (1996)
- Metamorphosis of a Melody (1996)
- War and Peace in Vesoul (1997)
- A House in Jerusalem (1998)
- Tapuz (1998)
- Zion, Auto-Emancipation (1998)
- Yom Yom (1998)
- Kadosh (1999)
- Kippur (2000)
- Eden (2001)
- Kedma (2002)
- Alila (2003)
- Promised Land (2004)
- Free Zone (2005)
- Disengagement (2007)
- Plus Tard (2008)
- One Day You'll Understand (2008)
- Carmel (2009)
- Roses à crédit (2010)
- Shanghai, I Love You (2011)
- Lullaby to My Father (2012)
- Ana Arabia (2013)
- Words With Gods (2014)
- Tsili (2014)
- Rabin, the Last Day (2015)
- West of the Jordan River (2017)
- A Tramway in Jerusalem (2018)
- Letter to A Friend in Gaza (2018)

## Expositions, performances
- Correspondence, Efrati Gitai – Letters, Museum of Art, Ein Harod, Israel, 2011
- Traces - Munio Gitai – Weinraub, Museum of Art, Ein Harod, Israel, 2011
- Traces, an installation at the Palais de Tokyo, París, 2011[1]
- Lullaby for my father, a video presentation in Kibbutz Kfar Masaryk, Israel, 2010
- The War of the Sons of Light Against the Sons of Darkness, (with Jeanne Moreau), Festival de Aviñón, Francia, 2009
- Traces - Evento, Burdeos, 2009
- Munio Weinraub / Amos Gitai - Architecture und Film in Israel, Pinakothek der Moderne, ArchitekturMuseum, Múnich, 2008-2009[2]
- Munio Weinraub / Amos Gitai - Architecture and Film in Israel, Tel Aviv Museum, Tel Aviv Museum of Art 2008-2009
- Amos Gitai: Non-Fiction, MoMA (Museum of Modern Art) New York, 2008[3]
- Exhibition in memory of his father Munia Gitai – Weinraub - Amos Gitai, Olivier Cinqualbre and Lionel Richard, Centre Pompidou, París 2006
- Public Housing - long video presentation screens, Ein Harod Museum, Herzliya Museum, Saitama Museum of Modern Art, Saitama, Japan, 2000
- Open Shen Zen - Performance, Helena Rubinstein Pavilion, Tel - Aviv 1998
- Exhibition in memory to his father - Munio Gitai – Weinraub, Jerusalem Museum, Israel, 1994

## Televisión
- 2011 : Roses à crédit, téléfilm pour Orange Cinénovo

## Teatro
- 2009: La Guerre des fils de lumière contre les fils des ténèbres d'après La Guerre des Juifs de Flavius Josèphe, mise en scène Amos Gitai, Festival d'Avignon, Odéon-Théâtre de l'Europe

## Instalación
- 2011: Installation "Traces" au Palais de Tokyo

## Premios y distinciones
Festival Internacional de Cine de Venecia
| Año  | Categoría                                            | Película                | Resultado |
| ---- | ---------------------------------------------------- | ----------------------- | --------- |
| 1989 | Premio Filmcritica "Bastone Bianco"-Mención especial | Berlín-Jerusaleén       | Ganador   |
| 1999 | Premio UNESCO                                        | Zion, Auto-Emancipation | Ganador   |
| 2002 | Premio UNESCO                                        | 11'09"01 September 11   | Ganador   |
| 2013 | Premio SIGNIS - Mención especial                     | Ana Arabia              | Ganador   |

- Léopard d'honneur du 61×10{{{1}}} Festival de Locarno en 2008.
- Docteur honoris causa de l'Université de Versailles-Saint-Quentin-en-Yvelines en 2011